# Szczelina z Korzeniem
Szczelina z Korzeniem – jaskinia w Dolinie Kobylańskiej na Wyżynie Olkuskiej wchodzącej w skład Wyżyny Krakowsko-Częstochowskiej. Administracyjnie znajduje się w granicach wsi Karniowice, w gminie Zabierzów w powiecie krakowskim.

## Opis jaskini
Szczelina z Korzeniem znajduje się w bocznym, orograficznie lewym odgałęzieniu górnej części Doliny Kobylańskiej, w wąwozie oddzielającym wzniesienie Borynia od wzniesienia Wzgórze Dumań. Wąwóz ten ma wylot zaraz powyżej skał Lotniki. Jaskinia znajduje się w niewielkiej skałce znajdującej się w lewym zboczu tego wąwozu pomiędzy Brzuchatą Turniczką a Sękatą Grzędą. Jej trójkątny otwór widoczny jest ze ścieżki wiodącej dnem wąwozu. Za otworem znajduje się krótki, wznoszący się korytarzyk w tylnej części przerośnięty korzeniem drzewa.
Szczelina powstała w późnojurajskich wapieniach skalistych. Brak w niej nacieków, a namulisko składa się z gliny zmieszanej z wapiennym gruzem i liści. Jest sucha, w pełni widna, a na jej ścianach rozwijają się glony i mchy.

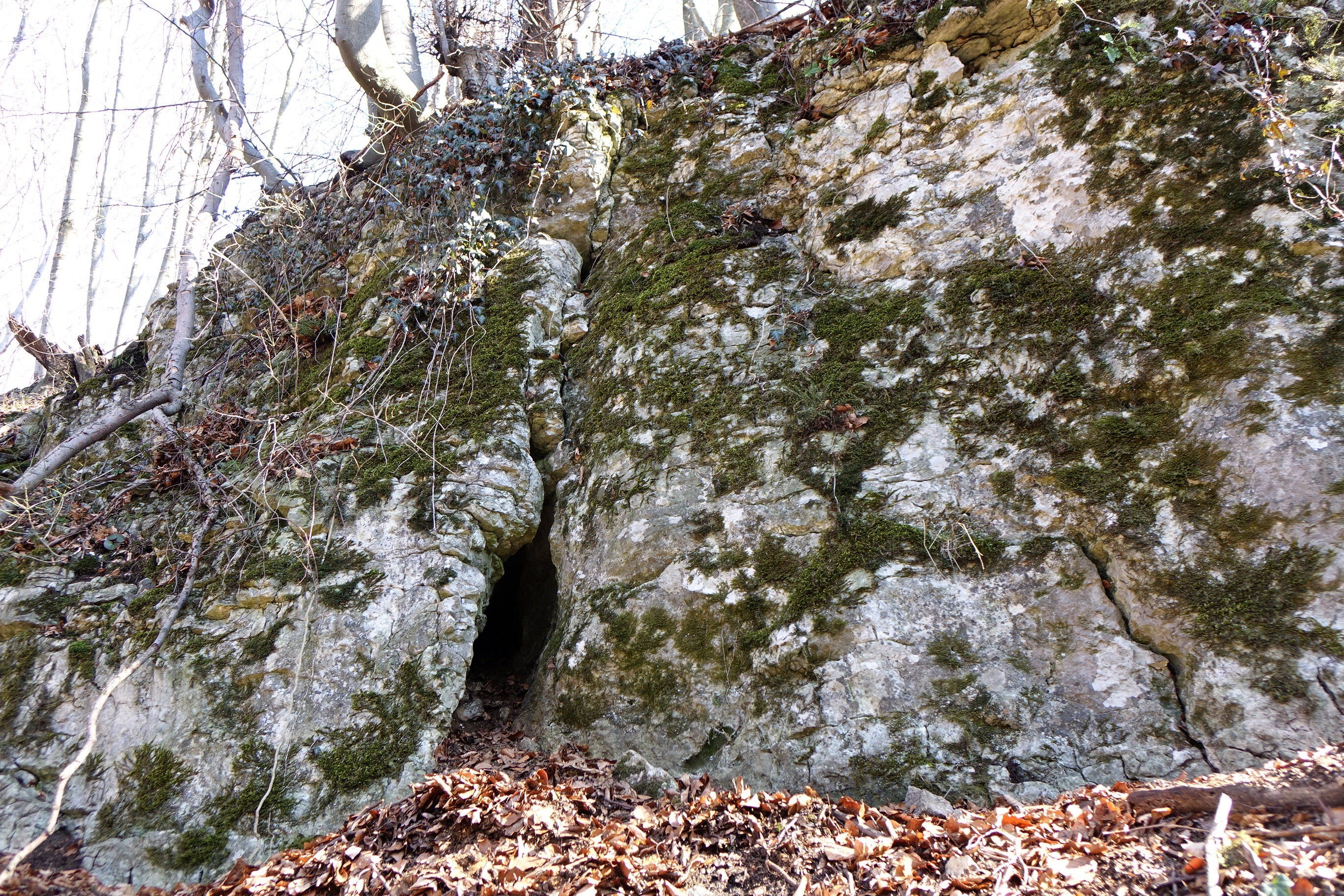
Otwór